# Rue Jeanne-Chauvin
La rue Jeanne-Chauvin est une voie du 13e arrondissement de Paris, en France.

## Situation et accès
La rue Jeanne-Chauvin est une voie privée située dans le 13e arrondissement de Paris. Elle débute rue Julie-Daubié et se termine rue des Grands-Moulins.

## Origine du nom
Elle porte le nom de la première avocate française Jeanne Chauvin (1862-1926).

## Historique

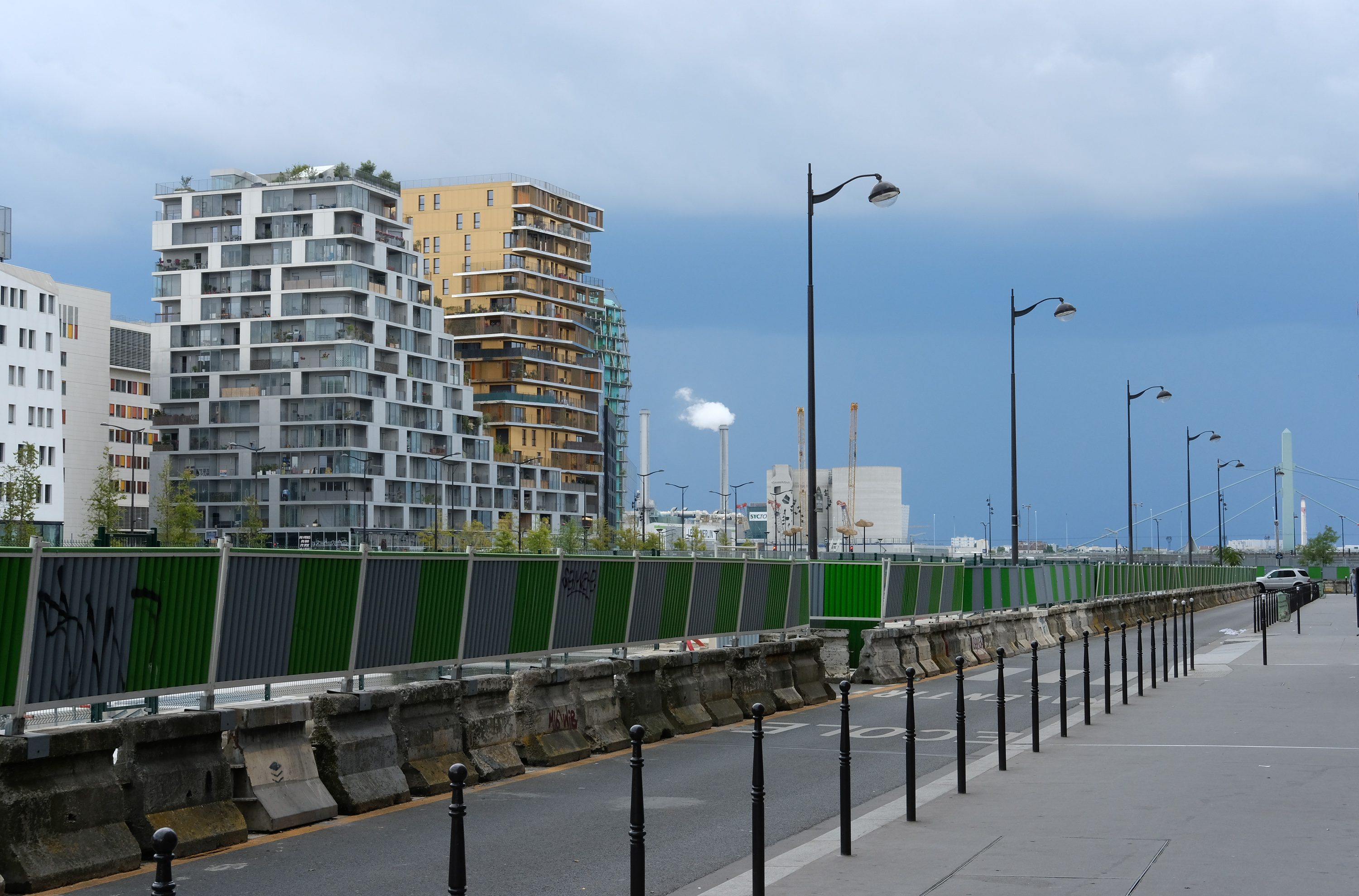
La rue, côté nord, en 2017 ; en arrière-plan, les immeubles de l'avenue de France.

Cette voie privée est créée dans le cadre de l'aménagement de la ZAC Paris-Rive-Gauche sous le nom provisoire de « voie EO/13 », et prend sa dénomination actuelle le 18 janvier 2007. En 2017, la dalle de couverture des voies de la gare d'Austerlitz n'étant pas encore terminée, cette rue n'est lotie que d'un seul côté.